# اوله کوشلیوک
اوله کوشلیوک (اوکراینی: Олег Борисович Кошелюк؛ زادهٔ ۷ سپتامبر ۱۹۶۹) بازیکن فوتبال اهل اوکراین است.
از باشگاه‌هایی که در آن بازی کرده‌است می‌توان به باشگاه فوتبال بیتار اورشلیم، باشگاه فوتبال ینی‌سئی کراسنویارسک، باشگاه فوتبال قزل‌یار، باشگاه فوتبال دنیپرو، باشگاه فوتبال ماریوپول، باشگاه فوتبال تورپدو مسکو، و باشگاه فوتبال چورنومورتس اودسا اشاره کرد.